# Javier Saavedra
Javier Saavedra (Peribán, 13 de março de 1973) é um ex-futebolista mexicano que atuava como meia.

## Carreira
Javier Saavedra integrou a Seleção Mexicana de Futebol na Copa América de 1997.